# Bret Blevins
Bret Blevins (* 13. August 1960) ist ein US-amerikanischer Comiczeichner, Maler und Storyboard-Künstler.

## Leben und Arbeit
Blevins begann in den frühen 1980er Jahren, als professioneller Comiczeichner zu arbeiten. In den ersten Jahren seiner Karriere zeichnete er Comicadaptionen von Fernsehserien, die von Marvel Comics verlegt wurden, so etwa jene von The Dark Crystal, Krull und The last Starfighter.
Nach einigen Arbeiten als Vertretungskünstler an diversen Serien wurde Blevins schließlich als Stammzeichner für die Serie The Bozz Chronicles engagiert. Diese Serie erschien bei Epic Comics, einem Imprint von Marvel.
1987 übernahm Blevins den Job des Stammzeichners der Serie Strange Tales, einer Anthologiereihe, für die er die Geschichten des Titels Cloak and Dagger zeichnete.
Im selben Jahr wurde Blevins der Serie New Mutants zugeteilt. Für diese Serie zeichnete er die Ausgaben 55 bis 83. Nach dem Ende dieses Engagements, 1989, übernahm er die Serie Sleepwalker. 1993 wechselte er zu DC Comics, wo er einige Ausgaben der Serie Batman: Legends of the Dark Knight gestaltete, bevor er von 1993 bis 1995 die Serie Batman: Shadow of the Bat zeichnete (Ausgaben 16 bis 33). Sein Partner bei diesem Projekt war der Autor Alan Grant.
1996 begann Blevins, als Zeichner für Zeichentrickserien zu arbeiten. In den darauf folgenden Jahren zeichnete er vor allem Storyboards für Warner Brothers. Diese Tätigkeit beendete Blevins 2005, um als Galeriemaler zu arbeiten. Seither hat Blevins seinen Werken vorwiegend Ölgemälde hinzugefügt.
Am 13. Juni 2022 begann er für den mit Gesundheitsproblemen kämpfenden Mike Manley den täglichen Comicstrip The Phantom zu erstellen.